# Dolichopeza melanosterna
Dolichopeza melanosterna är en tvåvingeart som beskrevs av Alexander 1931. Dolichopeza melanosterna ingår i släktet Dolichopeza och familjen storharkrankar. Inga underarter finns listade i Catalogue of Life.